# VI століття
VI століття — століття, що охоплює роки з 501 по 600 за юліанським календарем. Це століття вважається першим століттям Середньовіччя. 540 року розпочалася чума Юстиніана, пандемія, що тривала понад 200 років і мала великий вплив на долю народів.

## Політика
Світ на 500 рік.

### Східна Римська імперія
Після падіння Західної Римської імперії Візантійська імперія залишилася єдиною спадкоємницею Римської імперії. За імператора Анастасія I імперія значно покращила своє фінансове становище і за імператора Юстиніана I почала повертати собі території на заході. Під командування полководця Велізарія візантійці захопили Північну Африку і 534 року припинили існування Африканського королівства вандалів та аланів. Після цього візантійці ввели свої війська на Апеннінський півострів і 554 року відвоювали його після довгої війни, поклавши край існуванню Королівства остготів. Крім того візантійці захопили Бетіку й Андалусію на Піренейському півострові у Вестготського королівства. Надалі Візантія стала втрачати землі. 568 року через Альпи в Італію перейшли лангобарди й заснували там Лангобардське королівство. Вони не захопили весь півострів, зокрема міста Рим і Равенна залишилися у візантійців, проте їм доводилося відстоювати себе від нападів лангобардів. Візантії довелося визнати Лангобардське королівство й укласти з ним мир. Частину територій в Іспанії повернули собі вестготи.
Майже все століття з невеликими перервами Візантія вела війни з Сассанідською Персією. Доводилося їй відбиватися від кочових племен на Балканах. У першій половині століття походи на Балкани здійснювали булгари, з другої половини століття туди прийшли авари й слов'яни. Вони здійснювали напади на Фракію і Македонію, підходили до Константинополя, і візантійцям доводилося давати їм відкуп.

### Франкське королівство
Ще на початку століття за життя Хлодвіга франки значно розширили свої території, витіснивши вестготів з південної Галлії в Іспанію, захопивши Прованс у остготів і зарейнські території в інших германських племен. Після смерті Хлодвіга його держава була розділена між 4 синами, однак залишалася єдиною. 534 року сини Хлодвіга знищили Бургундське королівство, потім підкорили собі Тюрингію і Саксонію. Франки відстоювали свої завоювання від нападів вестготів, лангобардів і аварів, але в самому королівстві було чимало внутрішніх родинних чвар за розподіл земель між різними правителями із роду Меровінгів.

### Вестготське королівство
Вестготське королівство втратило південну Галлію у війнах із франками на початку століття. У середині століття вони втратили також південні області Іспанії, завойовані візантійцями. До кінця століття вестготи підкорили собі північно-західну Іспанію, знищивши королівство свевів, і відвоювали деякі території від візантійців. Вестготське королівство відійшло від аріанства й прийняло католицизм.

### Лангобардське королівство
567 року лангобарди в союзі з аварами розгромили Королівство гепідів і поклали край його існуванню. Наступного року вони перебралися через Альпи у північну Італію. Вони підкорили собі більшу частину Італії за винятком деяких міст, над якими й далі утримували контроль візантійці. Поступово вожді лангобардів стали брати собі римські титули й імена, переймати римські традиції. Лангобарди прийняли аріанське християнство. Деякий час їхня держава не мала єдиного короля. Цей період називають правлінням герцогів. Потім, коли виникла загроза координованого нападу Візантії та франків, лангобарди обрали короля. У кінці століття Візантія змушена була визнати Королівство лангобардів і підписати з ним мир.

### Персія
За Хосрова I імперія Сассанідів перебувала на піку своєї могутності. Перси вели ледь не все століття війни з Візантією в Месопотамії, Великій Вірменії, Лазіці, Сирії, які не приносили особливих успіхів жодній із сторін. Персам доводилося відбиватися в Середній Азії від ефталітів та від північних кочових племен, що переходили через Кавказ. Загроза від ефталітів була ліквідована наприкінці століття спільними зусиллями персів та Тюркського каганату, однак після того Персія вела війни із своїми колишніми союзниками тюрками.

### Тюркський каганат
У 540-х роках тюркські племена скинули владу жужан і утворили конфедерацію степових народів, що отримала назву Тюркський каганат. Каганат охоплював широку область азійських степів від Маньчжурії до Північного Причорномор'я. юрки вели війни з Китаєм, ефталітами й персами в Середній Азії, аварами, вторглися в Крим. Під кінець століття Тюркський каганат розпався на Західний та Східний.

### Аварський каганат
Тюрки витіснили аварів на захід, і в 550-х вони прибули в Східну Європу. Вони утворили Аварський каганат з центром у Паннонії. Вони підпорядкували собі інші кочові племена: булгар, кутригурів, утигурів тощо. З Паннонії вони здійснювали напади на Балканські володіння Візантії та землі франків, часто при підтримці слов'ян. У Візантії вони вимагали виплати щорічної данини.

### Індія
До 550 року імперія Гуптів, яка довгий час панувала на півночі Індії, остаточно розпалася. Гуптам доводилося відбиватися від навали ефталітів, яких вони врешті-решт розбили в Центральній Індії з допомогою інших індійських держав, однак сама імперія незабаром розпалася на дрібніші володіння й припинила існування. Ефталіти в Кашмірі й Пенджабі асимілювалися з місцевим населенням.

### Китай
Більшу частину століття в Китаї тривав період Північних та Південних династій, тобто Китай був розділений територіально річкою Янцзи, на півдні від якої правили ханьські династії, а на півночі династії некитайські за своїм походженням, які поступово переймали китайську культуру. На початку століття на півдні правила династія Лян, яку 557 року змінила династія Чень. На півночі на початку століття правила Північна Вей, яка в 530-х розпалася на Східну та Західну Вей. У 540-х династію Східна Вей змінила династія Північна Ці. У 550-х Західну Вей змінила Північна Чжоу, яка в 570-х підкорила собі Північну Ці. 581 року на півночі Китаю відбулася зміна династій, і до влади прийшла династія Суй. 589 року вона захопила землі династії Чень і об'єднала під своїм правлінням весь Китай.

### На теренах України
На території лісостепової України в VI столітті виділяють пеньківську й празьку археологічні культури. VI століття стало початком швидкого розселення слов'ян. У Північному Причорномор'ї співіснують різні кочові племена, зокрема кутригури, утигури, сармати, булгари, алани, авари, тюрки.

### Решта світу
Британію окупували англосакси. На її території утворилося сім держав, що називають гептархією. У Кореї впродовж усього століття існували й вели боротьбу між собою три корейські держави: Сулла, Пекче та Когурьо. В Японії тривав період Ямато, його перша частина період Кофун завершилася й розпочалася друга — період Асука. Виникла перша держава Чампа на території сучасного В'єтнаму. У Центральній Америці тривав класичний період цивілізації мая.

## Релігія
Християнство й далі поширювалося в Європі, Африці й Азії, однак єдності серед християн не було. Акакіанська криза була подолана 319 року. Аріанство мало поширення серед остготів, вандалів, вестготів, лангобардів. У 580-х Вестготське королівство відкинуло його й перейшло до вселенської церкви. У зв'язку з цим до Нікейського символу віри в Іспанії додали слово filioque, що незабаром стало підставою для нової схизми. Зі знищенням держав вандалів та остготів Лангобарське королівство залишилося єдиною державою, в якій аріанство й далі зберігало силу.
На сході боротьба в християнстві точилася між прихильниками й противниками монофізитства й рішень Халкедонського собору 351 року. Спроби знайти компроміс викликали обурення у прихильників обох поглядів. Сирійська православна церква назавжди відкололася від інших східних церков.
Буддизм поширився в Азії й став офіційною релігією Китаю, Кореї, Японії.

## Винаходи
- Скіфський чернець Діонісій Малий запропонував відлік років від народження Христа.
- В Індії цифру нуль почали використовувати для позиційного запису чисел.
- У Персії записано правила гри в нарди.
- В Індії поширилася гра чатуранга, перший варіант шахів.
- У Франкському королівстві почали використовувати кінську упряж.
- Візантійська імперія контрабандою вивезла з Китаю технологію виробництва шовку.
- У Китаї вперше згадується туалетний папір.
- 535 року в Китаї опубліковано Чімінь Яошу — найдревніша книга із сільського господарства, що збереглася до нашого часу. Вона, правда, має посилання на 160 ще древніших текстів.

## Події
- На території між Дністром та Дніпром живуть анти.
- Підкорення обрами дулібів.
- Діяльність князя Кия.
- 550—551 — наступ слов'ян на Візантію.
- 558 — вторгнення аварів у Північне Причорномор'я.
- Друга половина VI — перша половина VII століття — Існування Аварського каганату.
- VI–VII століття — виникнення у Середньому Подніпров'ї політичного об'єднання Русь.
- VI–VII століття — просування антів і склавинів на Дунай. Заселення слов'янськими племенами Балканського півострова.